# Barranquijazz
Barranquijazz es el festival de jazz y latin jazz más importante de Colombia y del Caribe, que se realiza anualmente cada septiembre desde 1997 en la ciudad de Barranquilla, Colombia. Este evento musical tiene como objetivo promover la apreciación del Jazz y de la música del Caribe y reúne distintos ritmos africanos y caribeños entre los que se encuentran el Son Cubano, Salsa, Mambo, Bolero, Charanga, Cha Cha Cha, Bossa Nova, Samba, Gitana, entre otros,  que finalmente le dan el significado y origen al "Jazz latino" o latin jazz.

## Historia
En 1997, un grupo de amigos melómanos y amantes del jazz, Samuel Minski, Antonio Caballero, Mingo de la Cruz y Miguel Iriarte decidieron crear un festival internacional de jazz en Barranquilla, como parte de la oferta cultural y expansión musical de la ciudad. Tras recibir el apoyo de empresas de carácter estatal y privado, el primer Barranquijazz se llevó a cabo en septiembre de ese mismo año. 
Los personajes más destacados de la primera versión fueron: Justo Almario, Paquito D' Rivera, Eddie Martínez, Luis "Perico" Ortíz y Gonzalo Rubalcaba.

## Generalidades
Barranquijazz es organizado por la Fundación Cultural Nueva Música, la cual desde hace 13 años es dirigida por Samuel Minski, Antonio Caballero y Mingo De La Cruz. El evento se lleva a cabo principalmente en el teatro Amira de la Rosa. Sin embargo se realizan más de 10 actividades gratuitas durante los días del festival en distintos escenarios de la ciudad como la plazoleta del teatro, la plaza de la Paz, la Universidad del Norte, el centro comercial Buena Vista, el estadio Romelio Martínez, el Salón Jumbo del Country Club y en ocasiones en municipios del departamento del Atlántico, entre otros. 
A continuación una descripción del conjunto de actividades del festival:
- Conciertos centrales: 
Los conciertos centrales se realizan durante 4 días en el auditorio principal del Teatro Amira de La Rosa, un escenario con capacidad para 100 personas. Allí se realizan en horario nocturno los shows de “gala” de festival.
- Barranquijazz a la calle:
Este evento se realiza durante 5 días en diferentes escenarios al aire libre, en horario diurno. A esta actividad asisten cotidianamente alrededor de 2000 personas de las cuales el 70% son niños y jóvenes de colegios y escuelas. 
El concierto final y con el cual se hace cierre de Barranquijazz a la Calle se realiza desde hace 9 años en la Plaza de la Paz, un escenario al aire libre en el cual se convoca alrededor de 10 000 personas por más de 5 horas.
- Charlas y talleres:
Ésta es una actividad que se realiza para los músicos y estudiantes de la ciudad los cuales reciben de los prestigiosos músicos internacionales que participan en el festival charlas magistrales acerca de los temas pertinentes a la concepción, producción e interpretación del jazz. Debido a la ausencia en nuestra ciudad de una cátedra de música y específicamente una asignatura que enseñe a los músicos el lenguaje del jazz, esta actividad se torna especialmente importante y representativa para la formación y crecimiento de los futuros jazzistas de la ciudad.  

En los escenarios de Barranquijazz se han presentado varios de los más grandes músicos de jazz y latin jazz del mundo:
Chucho Valdés, 
Michel Camilo,
Gonzalo Rubalcaba,
Many Oquendo,
Justo Almario,
Rosa Passos,
Rubén González,
Dave Valentín,
Horacio "El Negro" Hernández,
Humberto Ramírez,
Giovanni Hidalgo,
Bob Berg,
Tata Güines,
Changuito,
Gal Costa,
María Rivas,
Andy Narell,
Papo Vásquez,
Cedar Walton,
Richard Bona,
Randal Corsen,
Diego "El Cigala",
Rosario Flores, entre otros.
Adicionalmente la Fundación Cultural Nueva Música en el marco del Barranquijazz, realiza un concurso para jóvenes músicos colombianos de jazz el cual les otorga al ganador la oportunidad de presentarse junto a los grandes artistas dentro del teatro y una beca para estudios de música en el exterior.

## Actualidad
Hoy el Barranquijazz cuenta con una gran presencia nacional e internacional, con visitantes y periodistas de todas partes del mundo que vienen año tras año a disfrutar de esta fiesta musical en el ambiente caribeño y acogedor de Barranquilla. La versión 15 del Barranquijazz se realizará este año 2011 del 7 al 11 de septiembre. Artistas como: Andrés Cepeda, Diego "El cigala", Jimmy Bosch y la orquesta Los Seis del Solar de Nueva York, Roberto Fonseca y su grupo de Cuba, Eddie Palmieri y su orquesta La Perfecta II, entre muchos más, ya han confirmado su asistencia y participación este año.  Para conocer la programación completa ingresa al link .
Además uno de los objetivos de esta versión es crear la Gran Escuela de Jazz del Caribe con el fin de brindar a los jóvenes un espacio de formación tanto en música como en artes y manifestaciones culturales. En la escuela, los músicos, profesionales o aficionados, podrán beneficiarse con la presencia de artistas de la talla de Chucho Valdés, Michel Camilo, Diego “el Cigala”, Joao Basco, Isaac Delgado, Bobby Carcassés, Gal Casta, Mario Canonge, Mark Levine, entre otros.